# Volujica
Volujica je brdo kod Bara u Crnoj Gori.

## Naziv
O podrijetlu imena postoji nekoliko pretpostavki. Oštri rtovi i grebeni bili su pogubni za mnoge brodove, te se pretpostavlja da naziv Volujica potječe od riječi val. Druga teorija, koju Barani češće spominju, se odnosi na stari naziv Volovica, po ispaši goveda na padinama Volujice. Pošto je na jednom od  vrhova crkva Svetog Ilije, naziv je moguće vezan, u preličenom obliku i za Svetog Iliju.

## Zemljopis
Volujica je brdo u južnom dijelu Bara i proteže se u smijeru sjeverozapad-jugoistok. Nalazi se između Jadranskog mora i barskog polja. Proteže se 8 km od rta Volujica i malog poluotoka, koji zatvara barski zaljev, do naselja Dobra voda. Volujica je široka u prosjeku 1 km. Najviši vrh se zove Filin Tuz i nalazi se na 256 m.n.v. Ostali vrhovi su: Mogila (228 m) i još dva vrha (141 i 127 m). Sjeverna strana zapadnog dijela Volujice, u malom dijelu koji je poluotok, je dio Luke Bar. Volujica luku štiti od vjetra i otvorenog mora. Pored rta Volujica, kojim se brdo sa zapadne strane završava u moru, sa jugozapadne strane su i rt i uvala Bigovica. U blizini uvale se nalazi i Mikovićeva pećina, najljepša za ronjenje u Crnoj Gori. Plaža Crvena stijena je zbog svog atraktivnog izgleda (polukružno usječena u visoke stijene, 50 m dužine), popularna među žiteljima Bara, ali je zbog svoje nepristupačnosti slabije posjećena i manje poznata. Nedaleko (jugoistočno) od ove plaže je i kraj tunela (dug 1071 m) kroz koji teče rijeka Rikavac i utječe u Jadransko more. Tunel je izgrađen 50-ih godina 20. stoljeća, da bi se preusmjerio tok rijeke, zbog izgradnje Luke Bar.

## Povijest
Na Volujici je postojalo utvrđenje iz ilirskog doba, tzv. gradina. Utvrde su građene na uzvišenjima, a funkcija im je bila obrambena. To govori o značaju Volujice u povijesti. Na brdu su i osam mogila u kojima su sahranjivane značajne osobe tih vremena. Zbog slabe zaštićenosti arheoloških nalazišta, pljačkaši grobnica su devastirali starine Volujice. Uvala Bigovica je u antičko vrijeme korištena kao luka i pristanište. O tome svjedoče brojne amfore, rampa za pretovar tereta, ostatci brodova nakon brodoloma... Iako zakonom zaštićena kao spomenik kulture, uvala Bigovica je najdevastiranije arheološko nalazište u ovom dijelu Jadrana.
Osim monahinja u manastiru Svetog Ilije, Volujica je danas nenaseljena. Na trećem vrhu po visini (141 m) je pravoslavna crkva Svetog proroka Ilije, na zapadnom dijelu brda, iznad Luke Bar i kamenoloma. Po narodnoj predaji prvobitnu crkvu je izgradila kraljica Jelena Anžujska. Crkva je vremenom propadala od zemljotresa i miniranja pri gradnji Luke Bar. Obnovljena je 2014., a u obnovi su učestvovali žitelji Bara svih vjera. Osim nje, na brdu postoje i ostatci stare katoličke crkve o čijoj se povijesti malo zna. Danas 
je tu gomila kamenja, koja svjedoče o postojanju crkve. Na gravuri iz 1550. stoji natpis San Pelegrino.
Na Volujici je 1879. postavljen i prvi svjetionik, pa je tako prvi crnogorski svjetioničar postao Šušanjanin, Petar Stiepov Kalica. U blizini manastira je i stari repetitor. Ovdje je otvorena prva radio-telegrafska postaja na Balkanu. Za to je zaslužan Guglielmo Marconi, talijanski inženjer i fizičar, jedan od osnivača bežične telegrafije. Dočekan je na Pristanu, podno Volujice, kolovoza 1904. kada je stanica puštena u rad, a knez Nikola Petrović ga je i odlikovao. Stanica je radila deset godina, uspješno razmjenjujući poruke sa Barijem, a uništena je u Prvom svjetskom ratu, kada su je austrougarske krstarice i razarači bombardirali i srušili.
Šetnja Volujicom je danas olakšana, jer su staze prilagođene posjetiteljima. Uređene su, a markirana je i nova. U suradnji sa PK Rumija, Izviđački odred 24. novembar iz Bara, markirao je stazu koja vodi pored spomenutih ostataka crkve, mogila, starog i novog repetitora. Promovirali su je uoči Dana općine, 23. studenog 2020., po kojem odred nosi naziv. Šetnji je prisustvovao i gradonačelnik, Dušan Raičević.